# Wagnerina longicauda
Wagnerina longicauda är en loppart som beskrevs av Scalon 1953. Wagnerina longicauda ingår i släktet Wagnerina och familjen mullvadsloppor. Inga underarter finns listade i Catalogue of Life.